# Accademia degli Intronati

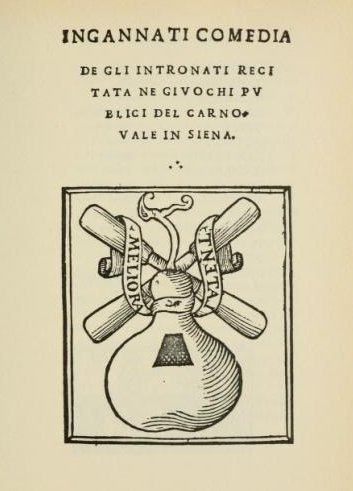
Deckblatt von Gl’ingannati

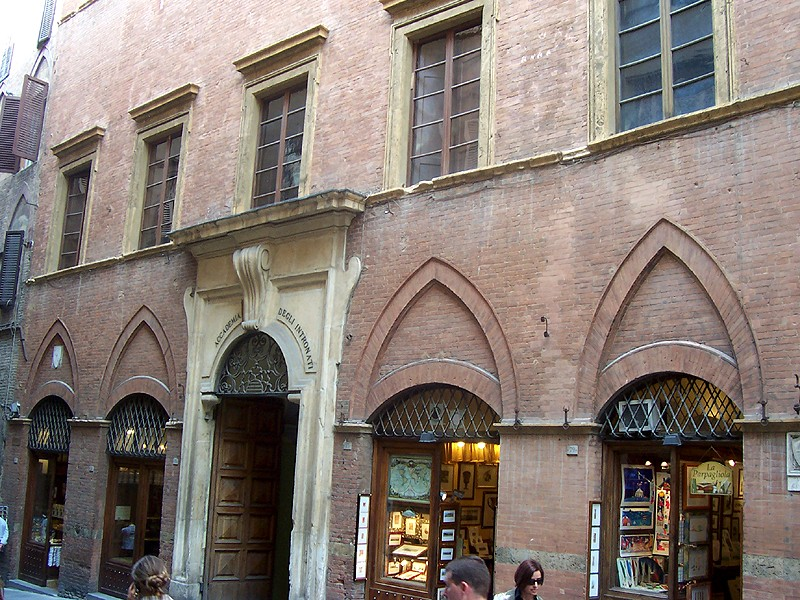
Eingang zur Accademia degli Intronati im Palazzo Patrizi-Piccolomini, Via di Città 75, Siena

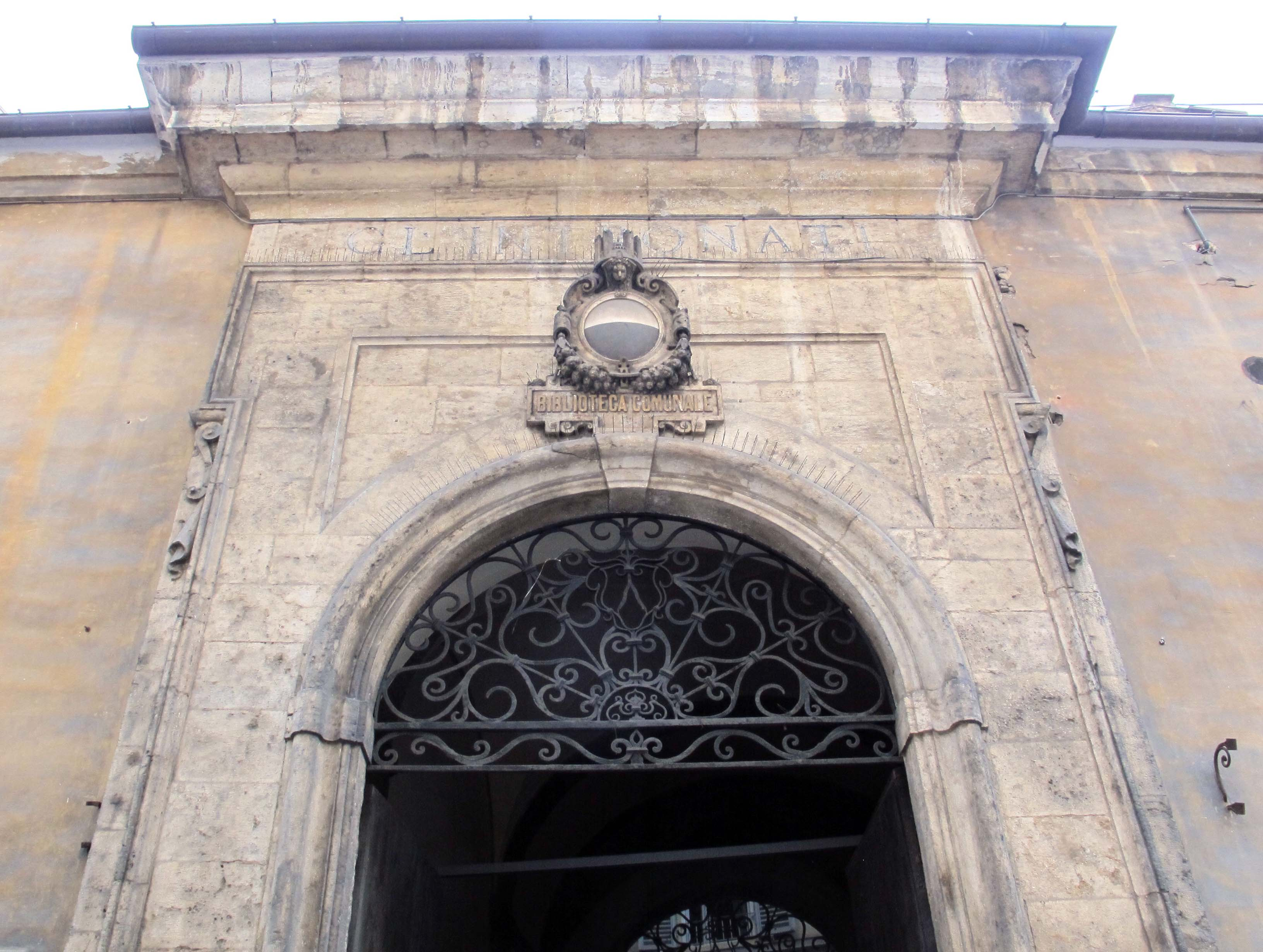
Biblioteca comunale degli Intronati, Via della Sapienza & Via delle Terme, Siena

Die Accademia degli Intronati in Siena war ursprünglich eine Gruppe von Theaterdarstellern und Autoren, humanistischen Gelehrten und Adligen, die in den 1520er Jahren in Siena gegründet wurde. Ihr bürgerliches Gegenstück war die von den sienesischen Handwerkern getragene Congrega dei Rozzi.

## Geschichte
Die Gründer der Akademie waren die sex viri nobiles senenses: lo Scaltrito (Erzbischof Francesco Bandini Piccolomini), l’Arsiccio (Antonio Vignali), l’Importuno (Francesco Sozzi), il Sodo (Marcantonio Piccolomini), il Moscone (Giovan Francesco Franceschi) und il Cirloso (Alessandro Marzi). Einer der aktivsten Gelehrten in der ersten Phase der Tätigkeit der Akademie war Alessandro Piccolomini (1508–1578).
Die Akademie hatte sich der Pflege der Poesie und Beredsamkeit der Toskana, des Lateinischen und Griechischen, und vor allem der Theaterstücke verschrieben und es wurden auch ihre eigenen Stücke gespielt. 1568 wurde sie wie alle Sieneser Akademien durch einen Erlass Cosimo de Medicis verboten. Später setzte sie ihre Arbeit fort, und sie besteht bis heute.
Das erste und wohl berühmteste aufgeführte Stück war die Komödie Gl’ingannati in fünf Akten (1531). Es wurde von der antiken Komödie stark inspiriert und von dem Humanisten Charles Estienne (1504–1564) unter dem Titel La Comédie du Sacrifice ou Les Abusés 1542 ins Französische übersetzt.
Del Sacrificio soll Vorbild für Shakespeares Komödie Was ihr wollt gewesen sein.
Eine lange Liste von Stücken der Intronati findet sich in Della Commedie degli Intronati di Siena (Siena, 1611).